# Villa Lusthusporten
La Villa Lusthusporten, également appelée villa Wicanderska, villa Brinckska et villa Liljevalchska, est une maison de marchand du XIXe siècle située sur la route de Djurgården, au nord de l'île de Djurgården, à Stockholm.

## Histoire
Djurgården était à l'origine une zone de chasse fermée par plusieurs portes. En 1600, il y avait un belvédère qui a donné son nom à la porte voisine. Il y avait aussi une auberge nommée Lusthusporten, mais elle a été incendiée en 1869. En 1873, le commerçant Brink loua le terrain aux architectes Axel et Hjalmar Kumlien qui construisirent alors une maison sur le site.
La petite maison a été construite à l'italienne, formant l'ossature de la maison actuelle. Lors de la grande exposition générale d'art et d'industrie de Stockholm (1897), la villa servit temporairement de bureau de presse et de poste de police.
Le bâtiment a été vendu au magnat du liège Hjalmar Wicander en 1898 et il a chargé l'architecte Carl Möller de transformer la maison. Celui ci lui a donné son apparence actuelle avec son architecture néo-baroque et son décor Art nouveau considéré comme à la mode à l'époque. Plus tard, le site a été morcelé au profit d'une promenade publique et la villa a été clôturée avec une balustrade en fer.

### Musée
En 1940, la Villa Lusthusporten a été donnée à la Fondation du Musée nordique lors de la création de l'Institut d'ethnologie. Le bâtiment est maintenant un monument national.